# BCE Inc.
Bell Canada Enterprises (BCE Inc.) — канадская телекоммуникационная компания, предоставляет услуги проводной и мобильной связи, а также владеет теле- и радиокомпаниями.

## История
История компании началась с создания 29 апреля 1880 года Bell Telephone Company of Canada (Канадской телефонной компании Белла, сокращённо Bell Canada); первая в Канаде телефонная станция открылась двумя годами ранее в Гамильтоне (Онтарио). Первоначально американская компания Белла (AT&T) имела в компании 45-процентную долю, но она постепенно сокращалась. В 1895 году была создана дочерняя компания по производству телефонного оборудования Northern Electric & Manufacturing Company. В 1924 году началось внедрение автоматических телефонных станций, а в 1931 году было завершено создание трансканадской телефонной сети. В 1945 году был подключен миллионный абонент, а к 1958 году стало возможным автоматическое соединение любых абонентов в США и Канаде.
С середины 1950-х годов Bell Canada начала расти за счёт поглощения других телефонных компаний страны. В 1976 году была создана компания Bell Canada International Management, Research and Consulting, осуществлявшая проекты по развитию телефонии в других странах. В 1978 году компанией началось внедрение системы волоконно-оптической связи. К началу 1980-х годов Bell Canada контролировала около 80 компаний (телефонных, научно-исследовательских, производственных, консультационных); в 1983 году для управления ними была создана холдинговая компания Bell Canada Enterprises (с 1988 года — BCE Inc.). Во второй половине 1980-х годов сфера интересов компании была расширена в нефтепроводы, недвижимость, издательское дело, сотовую связь и финансовые услуги; BCE Inc. стала первой канадской компанией, чья чистая прибыль превысила 1 млрд канадских долларов. В начале 1990-х годов часть этих активов была продана, основными направлениями деятельности остались связь, телекоммуникационное оборудование и финансовые услуги. В 1998 году были созданы дочерние компании Bell Nexxia (развитие широкополосного доступа к интернету) и BCE Emergis (электронная коммерция, продана в 2004 году). В 2000 году была куплена частная канадская телевизионная сеть CTV Inc. Позже в том же году производство оборудования было выделено в самостоятельную компанию Nortel Networks

## Деятельность
Подразделения по состоянию на 2022 год:
- Bell Wireless — услуги мобильной связи через дочернюю компанию Bell Mobility[англ.] (бренды Bell, Lucky Mobile, Virgin Plus), 9,9 млн абонентов, 39 % выручки;
- Bell Wireline — проводная телефония, кабельные и волоконно-оптические сети, 4,3 млн пользователей интернета, 2,8 млн абонентов кабельного телевидения, 2,2 млн абонентов телефонии, 49 % выручки;
- Bell Media — 35 обычных телестанций, включая сеть CTV, 27 специализированных платных телеканалов (включая спортивные), 109 радиостанций, 45 тыс. объектов наружной рекламы, доля в компании Maple Leaf Sports & Entertainment[англ.], владеющей несколькими спортивными клубами, 12 % выручки.

Bell Canada Enterprises заняла 374-е место в списке крупнейших публичных компаний мира Forbes Global 2000 за 2023 год.